# Perlan
Le Perlan, toponyme islandais signifiant littéralement en français « la perle », est un bâtiment d'Islande situé à Reykjavik, la capitale du pays, sur la colline d'Öskjuhlíð. Il mesure 25,7 m de haut. Le bâtiment est à l'origine un réservoir où est stockée l'eau chaude d'origine géothermique. En 1991, les réservoirs sont rénovés et une structure hémisphérique est ajoutée à leur sommet.
Le site constitue depuis une importante attraction touristique de Reykjavík. Il y a en effet un musée, une terrasse panoramique au quatrième étage, un geyser artificiel (le Strókur), ainsi qu'un restaurant tournant au cinquième.

Vue panoramique de Reykjavik depuis Perlan.